# Línea 1 del Metro de Santiago
La Línea 1 del Metro de Santiago es la más antigua de las siete líneas que conforman el ferrocarril metropolitano de la capital de Chile. Tiene un total de 27 estaciones a lo largo de sus 20,4 kilómetros construidos en cinco comunas, casi en su totalidad de forma subterránea. 
Ubicada principalmente a lo largo del eje formado por la Alameda del Libertador Bernardo O'Higgins y su continuación Providencia-Apoquindo, la Línea 1 es la principal línea y más utilizada de todas las que forman el Metro, realizando una función articuladora de toda la red. Se interconecta con la Línea 2 en la estación Los Héroes, con la Línea 3 en la estación Universidad de Chile, con la Línea 4 en la estación Tobalaba, con la Línea 5 en las estaciones San Pablo y Baquedano y con Línea 6 en la estación Los Leones. Asimismo hará lo propio con las futuras Línea 7, Línea 8 y Línea 9 en las estaciones Baquedano y Pedro de Valdivia (2028), Los Leones (2033) y Santa Lucía (2032).
El color distintivo es el rojo.
En 2021, se realizaron 118,4 millones de viajes que representaron el 33 % del total de los viajes efectuados en el Metro de Santiago, lo que la convierte en la más usada del sistema.

## Historia

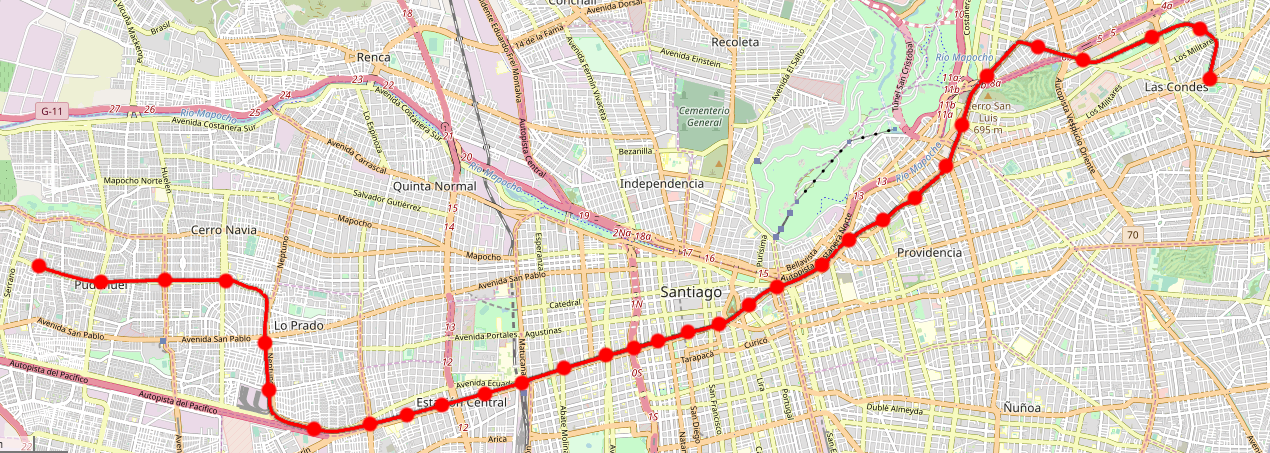
Trazado propuesto originalmente para la Línea 1.

Luego de la creación de la empresa Metro de Santiago en 1968, las obras de construcción de la línea 1 comenzaron el 29 de mayo de 1969. El 15 de septiembre de 1975, se inauguraron los 8,3 km iniciales que comprendían entre las estaciones San Pablo y La Moneda. Luego, en 1977 se extendió 3,2 km hacia el oriente hasta la estación Salvador. 
De acuerdo al proyecto de BCEOM-SOFRETU-CADE presentado en 1968, la Línea 1 originalmente se extendería por el oriente por las avenidas Providencia, Vitacura, Alonso de Córdova, Cerro Colorado (incluyendo una estación entre los actuales parques Araucano y Juan Pablo II) y Nuestra Señora del Rosario, finalizando en la intersección de las avenidas Apoquindo y Las Condes. La extensión al poniente de San Pablo llegaría hasta la intersección de la avenida La Estrella con San Francisco.[cita requerida]
En 1980, se inauguraron las estaciones Manuel Montt, Pedro de Valdivia, Los Leones, Tobalaba, El Golf, Alcántara y Escuela Militar. El 7 de enero de 2010, se inauguraron 3 estaciones: Manquehue, Hernando de Magallanes y Los Dominicos hacia el oriente.
Esta línea se caracteriza por las siguientes estaciones con salidas turísticas o intermodales: la estación Pajaritos tiene servicios intermodales con conexión al Aeropuerto Internacional Arturo Merino Benítez y la Región de Valparaíso; la Estación Central, con salida al terminal de buses de Santiago; la estación La Moneda, con salida al Palacio de Gobierno de Chile; la estación Santa Lucía, con salida al Cerro Santa Lucía; la estación Baquedano, con salida a la Plaza Italia; la estación Tobalaba, que está a pasos del complejo Costanera Center y el Mercado Urbano Tobalaba; la estación Los Dominicos tiene salida a la Plaza Los Domínicos y el Pueblito Los Domínicos.

### Atentado de 1986
El 16 de junio de 1986 a las 6:56 a. m, un atentado fue perpetrado por el Frente Patriótico Manuel Rodríguez en la estación Tobalaba. 
En esa estación estalló una bomba C4 y provocó la muerte de 1 pasajero y 6 lesionados. Además, el tren quedó destruido y lo dieron de baja. Sin embargo, fue reconstruido por trabajadores de Metro S.A. entre el 27 de febrero de 1989 y el 14 de diciembre de 1990, siendo puesto nuevamente en circulación ese año. Actualmente dicho tren lleva una placa recordatoria del atentado y su reconstrucción.[cita requerida]

### Atentados de 2014
El 13 de julio de 2014, cerca de las 23:00 horas local, un artefacto explosivo estalló en un tren ubicado en la estación Los Dominicos luego de finalizar su jornada de trabajo. No se registraron heridos y el carro resultó con daños leves. Ningún grupo o persona se adjudicó el ataque que fue investigado como de carácter terrorista.
El 8 de septiembre de 2014, pasadas las 14:00 hora local, un artefacto explosivo casero, fabricado con un extintor, estalló en un bote de basura cerca del restaurante Juan Maestro en el Subcentro Las Condes en la estación Escuela Militar, dejando un saldo de catorce heridos, de ellos seis fueron con traumas acústicos y cuatro con lesiones físicas, y uno era un ciudadano venezolano. La estación fue cubierta de humo tras la explosión. Rápidamente llegaron bomberos, carabineros y ambulancias, evacuando la estación. Ningún grupo o persona se adjudicó el ataque que fue investigado como de carácter terrorista. El ataque fue calificado como uno de los más graves en años recientes. La presidenta Michelle Bachelet anunció reformas a la Ley Antiterrorista y visitó a los heridos.

### Estallido social
Durante octubre de 2019 esta línea fue objetivo de constantes protestas y evasiones masivas. Esto se debió en gran medida al alza de tarifas del transporte público del Gran Santiago.
Los estudiantes del Instituto Nacional concertaron gran parte de la evasión al pasaje, entre el 6 y 11 de octubre, principalmente en la estación Universidad de Chile.

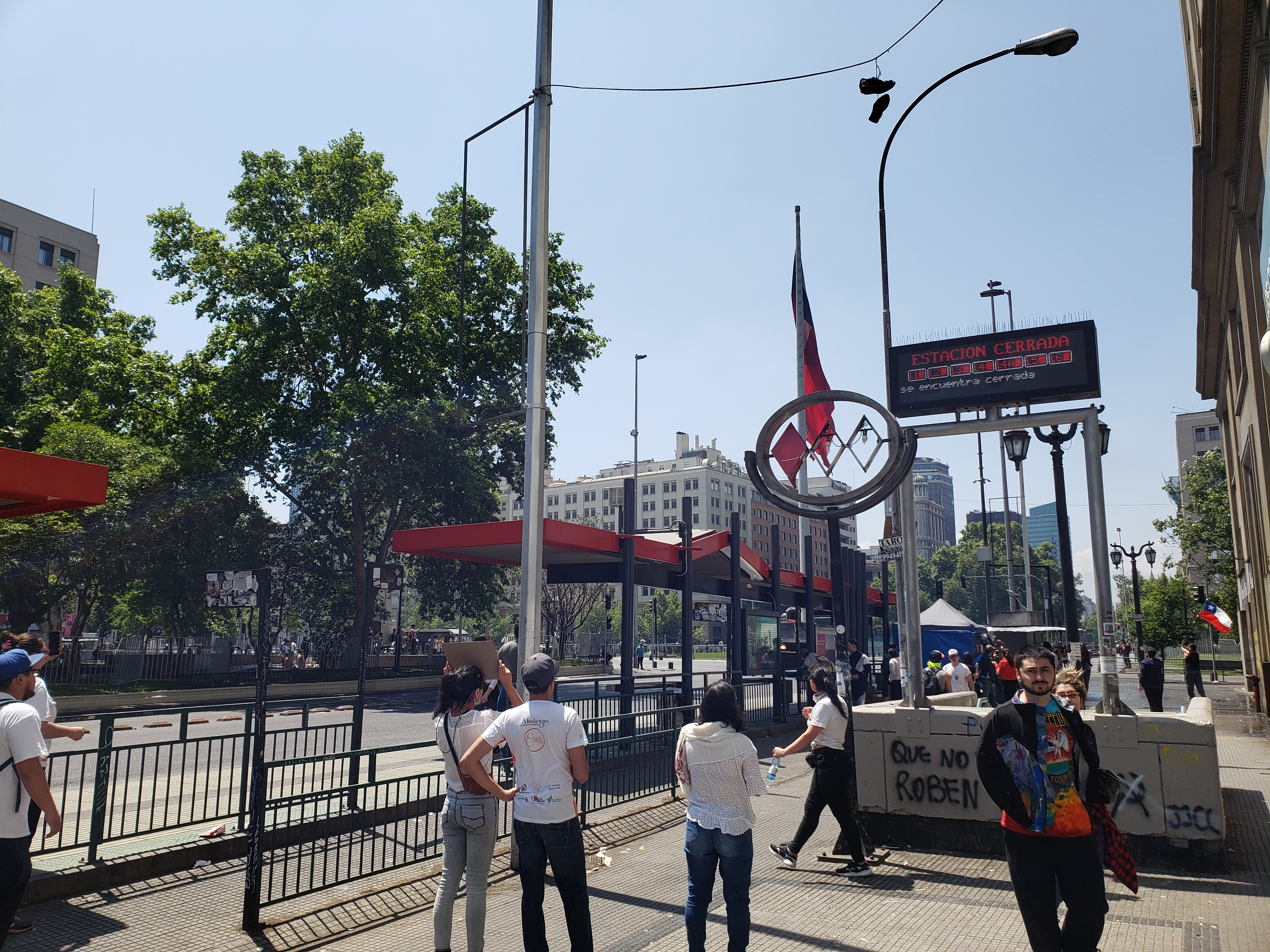
Exterior de la estación La Moneda en Santiago, 20 de octubre de 2019.

Estas protestas prontamente escalaron en evasiones masivas en otras estaciones de la línea 1, así como en las demás líneas de la red. Estos actos se mantendrían por el resto de la semana en diferentes estaciones, las cuales debieron ser cerradas al público. 
Sin embargo, para el 18 de octubre las manifestaciones continuaron alterando el normal servicio de la línea 1. Para ello se dispondría de medidas como realizar control de acceso a los usuarios. La situación escaló hasta el punto de anunciar el cierre total de la esta línea, a las 14:52 horas (UTC -3).
Los efectos de las protestas y ataques a las estaciones fueron tan graves que la línea permaneció cerrada al público durante el 19 y 20 de octubre. Asimismo, era la primera vez desde la inauguración de la red que el servicio interrumpía totalmente sus funciones. 
El 19 de octubre, además la estación San Pablo fue totalmente destruida a causa de un incendio en su interior. El siniestro afecto también a un tren que se encontraba en los andenes de la estación. En la misma línea, otras estaciones sufrieron ataques incendiarios en sus accesos
Para el 21 de octubre, fue reabierta al público solo entre las estaciones Pajaritos y Los Dominicos sin detenciones en algunas estaciones de la red. El servicio, en tanto, presentó una fuerte disminución en su horario de cierre debido a la contingencia por el toque de queda.
De acuerdo a informaciones de Metro de Santiago, se estimó que la totalidad de estaciones de Línea 1 podrían estar operativas durante el primer semestre de 2020. No obstante, la estación Baquedano permaneció cerrada al público hasta el 8 de abril de 2020 cuando fue habilitada la combinación entre ambas líneas, permaneciendo sus accesos cerrados hasta el 4 de mayo del mismo año. Finalmente, la Línea 1 volvió a estar operativa en su totalidad el 25 de julio de 2020, con la reapertura de las estaciones San Pablo y Neptuno.

## Propuestas de extensión
Dado el anuncio de la construcción de la Línea 7, surgió la idea de continuar la Línea 1 a través de Avenida Neptuno hacia Avenida Mapocho y finalizar en este punto en el poniente.

## Estaciones
Las estaciones, en el sentido de poniente a oriente, son las siguientes:
| Estación                | Inauguración             | [ 32 ]                     | Ubicación                                    | Comuna                      | Comb.                                                                      | Estación                         | Tipo de estación |
| ----------------------- | ------------------------ | -------------------------- | -------------------------------------------- | --------------------------- | -------------------------------------------------------------------------- | -------------------------------- | ---------------- |
| San Pablo               | 15 de septiembre de 1975 | Acceso para discapacitados | Av. Neptuno con Reina Maud                   | Lo Prado                    | Combinación con Línea 5                                                    | Terminal y de combinación        | Subterránea      |
| Neptuno                 | 15 de septiembre de 1975 | Acceso para discapacitados | Av. Neptuno con Av. Dorsal                   | Lo Prado                    |                                                                            | De paso                          | Trinchera        |
| Pajaritos               | 15 de septiembre de 1975 | Acceso para discapacitados | Av. General Óscar Bonilla con Santa Marta    | Lo Prado                    | Combinación con terminal de buses Pajaritos                                | De paso                          | Trinchera        |
| Las Rejas               | 15 de septiembre de 1975 | Acceso para discapacitados | Alameda con Av. Las Rejas                    | Lo Prado y Estación Central |                                                                            | De paso                          | Subterránea      |
| Ecuador                 | 15 de septiembre de 1975 | Acceso para discapacitados | Alameda con Purísima                         | Estación Central            |                                                                            | De paso                          | Subterránea      |
| San Alberto Hurtado     | 15 de septiembre de 1975 | Acceso para discapacitados | Alameda con Toro Mazotte                     | Estación Central            |                                                                            | De paso                          | Subterránea      |
| Universidad de Santiago | 15 de septiembre de 1975 | Acceso para discapacitados | Alameda con Jotabeche                        | Estación Central            | Combinación con terminal de buses Santiago                                 | De paso                          | Subterránea      |
| Estación Central        | 15 de septiembre de 1975 | Acceso para discapacitados | Alameda con Av. Matucana                     | Estación Central            | Combinación con terminal de buses San Borja · Estación Central de Santiago | De paso                          | Subterránea      |
| Unión Latinoamericana   | 15 de septiembre de 1975 | Acceso para discapacitados | Alameda con Unión Latinoamericana            | Santiago                    |                                                                            | De paso                          | Subterránea      |
| República               | 15 de septiembre de 1975 | Acceso para discapacitados | Alameda con Av. Ricardo Cumming              | Santiago                    |                                                                            | De paso                          | Subterránea      |
| Los Héroes              | 15 de septiembre de 1975 | Acceso para discapacitados | Alameda con Ejército Libertador              | Santiago                    | Combinación con Línea 2 · Combinación con terminal de buses Los Héroes     | De combinación                   | Subterránea      |
| La Moneda               | 15 de septiembre de 1975 | Acceso para discapacitados | Alameda con Amunátegui                       | Santiago                    |                                                                            | De paso                          | Subterránea      |
| Universidad de Chile    | 31 de marzo de 1977      | Acceso para discapacitados | Alameda con Paseo Ahumada                    | Santiago                    | Combinación con Línea 3                                                    | De combinación                   | Subterránea      |
| Santa Lucía             | 31 de marzo de 1977      | Acceso para discapacitados | Alameda con San Isidro                       | Santiago                    |                                                                            | De paso Desde 2032 Comb.         | Subterránea      |
| Universidad Católica    | 31 de marzo de 1977      | Acceso para discapacitados | Alameda con Av. Portugal                     | Santiago                    |                                                                            | De paso                          | Subterránea      |
| Baquedano               | 31 de marzo de 1977      | Acceso para discapacitados | Alameda con Av. Vicuña Mackenna              | Providencia                 | Combinación con Línea 5                                                    | De combinación Desde 2028: Comb. | Subterránea      |
| Salvador                | 31 de marzo de 1977      | Acceso para discapacitados | Av. Providencia con Av. Eliodoro Yáñez       | Providencia                 |                                                                            | De paso                          | Subterránea      |
| Manuel Montt            | 31 de agosto de 1980     | Acceso para discapacitados | Av. Nueva Providencia con Av. Manuel Montt   | Providencia                 |                                                                            | De paso                          | Subterránea      |
| Pedro de Valdivia       | 31 de agosto de 1980     | Acceso para discapacitados | Av. Nueva Providencia con Marchant Pereira   | Providencia                 |                                                                            | De paso Desde 2028: Comb.        | Subterránea      |
| Los Leones              | 31 de agosto de 1980     | Acceso para discapacitados | Av. Nueva Providencia con Av. Ricardo Lyon   | Providencia                 | Combinación con Línea 6                                                    | De combinación Desde 2033: Comb. | Subterránea      |
| Tobalaba                | 31 de agosto de 1980     | Acceso para discapacitados | Av. Providencia con Av. Luis Thayer Ojeda    | Providencia                 | Combinación con Línea 4                                                    | De combinación                   | Subterránea      |
| El Golf                 | 31 de agosto de 1980     | Acceso para discapacitados | Av. Apoquindo con El Regidor                 | Las Condes                  |                                                                            | De paso                          | Subterránea      |
| Alcántara               | 31 de agosto de 1980     | Acceso para discapacitados | Av. Apoquindo con Av. Alcántara              | Las Condes                  |                                                                            | De paso                          | Subterránea      |
| Escuela Militar         | 31 de agosto de 1980     | Acceso para discapacitados | Av. Apoquindo con Av. Américo Vespucio       | Las Condes                  |                                                                            | De paso                          | Subterránea      |
| Manquehue               | 7 de enero de 2010       | Acceso para discapacitados | Av. Apoquindo con Rosario Norte              | Las Condes                  |                                                                            | De paso                          | Subterránea      |
| Hernando de Magallanes  | 7 de enero de 2010       | Acceso para discapacitados | Av. Apoquindo con Hernando de Magallanes     | Las Condes                  |                                                                            | De paso                          | Subterránea      |
| Los Dominicos           | 7 de enero de 2010       | Acceso para discapacitados | Av. Apoquindo con Patagonia y Camino El Alba | Las Condes                  |                                                                            | Terminal                         | Subterránea      |

## Ficha técnica

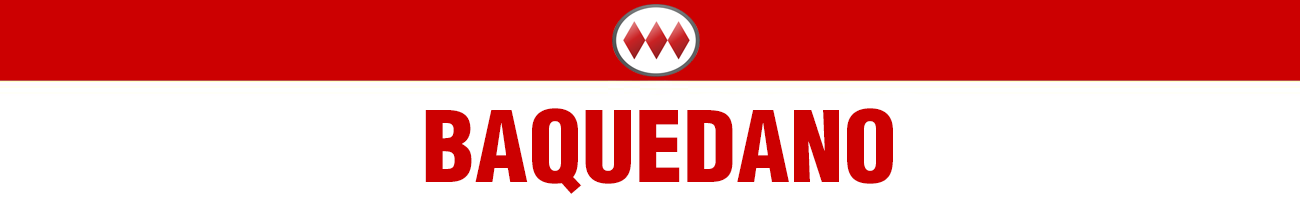
Cenefa utilizada actualmente en los andenes de la Línea 1.

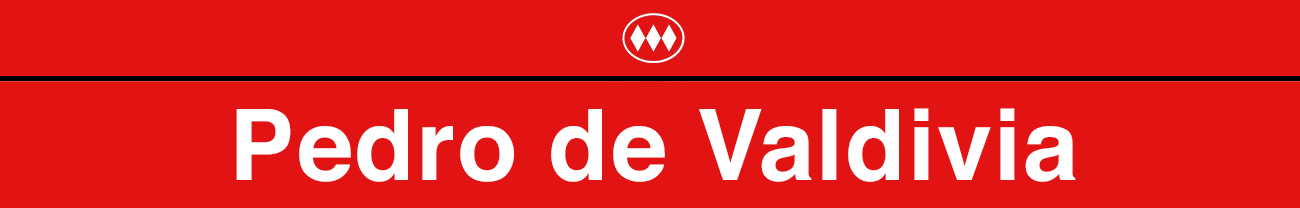
Cenefa utilizada actualmente en los andenes de la estación Pedro de Valdivia.

- Nombre: Línea 1: San Pablo-Los Dominicos
- Trazado:
  - Avenida Neptuno: 2 estaciones
  - Avenida General Óscar Bonilla: 1 estación
  - Avenida Libertador Bernardo O'Higgins: 13 estaciones
  - Avenida Providencia: 2 estaciones
  - Avenida Nueva Providencia: 3 estaciones
  - Avenida Apoquindo: 6 estaciones

- Método constructivo:
  - San Pablo: túnel
  - Neptuno-Pajaritos: trinchera.
  - Las Rejas-Los Dominicos: túnel.

- Fechas de inauguración:
  - San Pablo-La Moneda: 15 de septiembre de 1975.
  - Universidad de Chile-Salvador: 31 de marzo de 1977.
  - Manuel Montt-Escuela Militar: 31 de agosto de 1980.
  - Manquehue-Los Dominicos: 7 de enero de 2010.

## Material rodante
El material rodante utilizado por Metro de Santiago en esta línea consiste básicamente en trenes de rodadura neumática. Estos pertenecen a los modelos NS-93, NS-2007 y NS-2012 compuestos por 8 y 9 coches.
Poseen sistema de pilotaje automático CBTC. Dicho sistema se encuentra instalado en uno de los coches motriz, denominado NP. El modelo NS-93 además posee el sistema SACEM debido a que los comparte con Línea 5.